# Liste der Kardinalskreierungen Alexanders II.
Papst Alexander II. kreierte während seines zwölfjährigen Pontifikates 45 Kardinäle.

## Kardinalskreierungen

### 1061
- Romano (Kardinalpriester von San Clemente)
- Emanno (Kardinalpriester von Santi Quattro Coronati)
- Udeberto (Titelkirche unbekannt)
- Leone, OSB (Kardinaldiakon von Santa Maria in Cosmedin)

### 1062
- Peter III. (Bischof von Bistum Frascati)
- Hubaldus (Bischof von Sabina)
- Bonifazio (Kardinalpriester von San Marco)
- Adimaro, OSBCas (Kardinalpriester von Santa Prassede)
- Peter I. (Kardinalpriester von Santa Susanna)
- Anselm II. (Titelkirche unbekannt)
- Teodino Sanseverino, OSBCas (Titelkirche unbekannt)
- Peter (Kardinaldiakon von Sant’Adriano al Foro)

### 1063
- Ponone (Kardinalpriester von Sant’Anastasia)
- Attone (Titelkirche unbekannt)
- Hugo (Titelkirche unbekannt)

### 1065
- Leopertus (Bischof von Palestrina)
- Giovanni IV. (Bischof von Frascati)
- Bernard de Millau, OSB (Titelkirche unbekannt)
- Pietro Atenolfo, OSBCas (Titelkirche unbekannt)
- Ottaviano (Titelkirche unbekannt)

### 1066
- Giovanni (Bischof von Porto)

### 1067
- Gerald, OSBClun (Bischof von Ostia)
- Giovanni (Bischof von Labico)
- Ubaldo (Kardinalpriester von Santa Maria in Trastevere)
- Bernardo (Kardinalpriester von Santi XII Apostoli)
- Giovanni (Kardinalpriester von San Ciriaco)

### 1068
- Basilios (Bischof von Albano)
- Hubertus (Bischof von Palestrina)

### 1069
- Pietro Orsini (Titelkirche unbekannt)

### 1070
- Firmino (Titelkirche unbekannt)
- Alberto, OSB (Titelkirche unbekannt)

### 1072
- Pietro II. Igneo, OSBVall (Bischof von Albano)
- Guitmond, OSB (Titelkirche unbekannt)
- Paolo Boschetti (Kardinaldiakon von Sant’Adriano al Foro)
- Nicola, Abt im Kloster von San Silvestro in Capite (Titelkirche unbekannt)
- Nicola, Abt im Kloster von San Pancrazio (Titelkirche unbekannt)

### 1073
- Rodolfo (Titelkirche unbekannt)
- Giovanni (Kardinalpriester von Santi Apostoli)
- Uberto (Titelkirche unbekannt)
- Roberto (Kardinalsdiakon von San Teodoro)
- Arduino (Kardinalsdiakon von Santi Cosma e Damiano)

### Jahr unbekannt
- Ferdinando (Titelkirche unbekannt)
- Ugo (Titelkirche unbekannt)
- Ugo (Kardinalpriester von Santo Stefano al Monte Celio)
- Curione (Kardinalpriester von San Vitale)